# Chuck Daly
Charles Jerome „Chuck“ Daly (* 20. Juni 1930 in St. Marys, Pennsylvania; † 9. Mai 2009 in Jupiter, Florida) war ein US-amerikanischer Basketballtrainer. Er führte das sogenannte „Dream Team“ als Trainer zur Goldmedaille bei den Olympischen Spielen 1992 in Barcelona. Als Vereinstrainer gewann er zwei Meisterschaften mit den Detroit Pistons in der im Basketball bedeutendsten Profiliga NBA. Er wurde 1994 als Coach sowie 2010 ein zweites Mal als Mitglied des Dream Teams in die Naismith Memorial Basketball Hall of Fame aufgenommen. Daly wird auf der Liste der 10 besten Trainer der NBA-Geschichte geführt.
Im März 2009 wurde bei Chuck Daly Bauchspeicheldrüsenkrebs festgestellt, an dem er kurze Zeit später dann auch verstarb.

## Karriere als Trainer
Nach dem Studium an der Bloomsburg University of Pennsylvania und einer zweijährigen Militärzeit wurde Daly 1955 Trainer einer High-School-Mannschaft in Punxsutawney. 1963 wechselte er an die Duke University in North Carolina, wo er sechs Jahre als Trainerassistent der Blue Devils genannten Hochschulmannschaft in der NCAA war. 1969 wurde er dann verantwortlicher Trainer der Eagles des Boston College, bevor er zwei Jahre später nach Pennsylvania zurückkehrte und Trainer der Quakers der University of Pennsylvania wurde. In den ersten vier Jahren gewann er vier Meisterschaften mit den Quakers in der Ivy League, wobei er in den ersten beiden Spielzeiten zudem die Achtelfinalrunde der „Sweet Sixteen“ in der landesweiten NCAA-Endrunde erreichte. Zum Ende seiner sechsjährigen Tätigkeit bei den Quakers hatte er jedoch keine nennenswerten Erfolge mehr mit dieser Mannschaft.
1978 wurde Daly Assistenztrainer bei den Philadelphia 76ers in der Profiliga NBA. Die 76ers gehörten damals mit ihrem Starspieler Julius Erving zu den führenden Mannschaften dieser Liga, verloren jedoch die NBA-Finalserie 1980 gegen die Los Angeles Lakers und die Finalserie der Eastern Conference 1981 gegen die Boston Celtics. Während der folgenden Spielzeit wurde er von den Cleveland Cavaliers als verantwortlicher Trainer verpflichtet, die ein Jahr zuvor von der NBA als neue Franchise aufgenommen worden waren. Mit der erfolglosen Mannschaft erreichte er neun Siege in 41 Spielen, bevor er vor Saisonende bereits wieder von den Cavaliers entlassen wurde, die am Ende 15 von 82 Spielen in dieser Spielzeit gewannen.
1983 wurde Daly von den Detroit Pistons verpflichtet. Die Pistons hatten 30 Jahre lang keine nennenswerte Erfolge in der NBA mehr gefeiert und Daly verpasste der Mannschaft um Isiah Thomas, Bill Laimbeer, Dennis Rodman und Joe Dumars einen defensiv orientierten Spielstil, mit denen die Pistons in den neun Spielzeiten unter Daly durchweg positive Saisonbilanzen hatten. 1988 beendete Daly damit die Dauer-Rivalität der Lakers und der Celtics, die die NBA in den 1980er Jahren geprägt hatten und acht von neun Meisterschaften von 1980 bis 1988 gewannen.
Nachdem die Pistons die Finalserie der Eastern Conference, die sie zuvor zweimal hintereinander gegen die Celtics verloren hatten, gewannen, vermarktete die NBA, die von der Rivalität der Lakers und Celtics profitiert und einen enormen Aufschwung genommen hatte, das Duell in der Finalserie 1988 zwischen Lakers und Pistons geschickt zwischen den defensiv orientierten Bad Boys aus der Stadt der Automobilindustrie Detroit und den Showtime Lakers aus der Stadt der Filmindustrie Los Angeles.
Nachdem man die Finalserie 1988 noch knapp mit drei Siegen in sieben Spielen verloren hatte, kam es 1989 zur Neuauflage der Finalserie, die die Pistons klar mit vier Siegen ohne eine einzige Niederlage gegen die Lakers gewannen. 1990 konnte man die Meisterschaft verteidigen, als man nach dem Conference-Titel in sieben Spielen gegen die Chicago Bulls die Portland Trail Blazers in fünf Spielen in der Finalserie bezwang. Anschließend gelang es Daly mit seiner Mannschaft nicht mehr, die Chicago Bulls um ihren Superstar Michael Jordan in der Eastern Conference niederzuhalten, die auch die folgenden NBA-Meisterschaften gewannen.
Am Ende seiner Trainerzeit in Detroit wurde Daly 1991 zum Trainer der US-Nationalmannschaft ernannt, die bei den Olympischen Spielen 1992 in Barcelona erstmals auch mit Profis aus der NBA antreten sollte, nachdem man zuvor immer nur mit College-Spielern aus der NCAA angetreten war, die nicht gegen die zuvor geltenden Amateur-Regeln verstießen. Bei der Premiere mit Profis standen Daly eine einzigartige Ansammlung von Spielern zur Verfügung, die die NBA in den 1980ern groß gemacht hatten und von denen viele auch individuell in die Naismith Memorial Basketball Hall of Fame aufgenommen wurden. Die Medien prägten für diese Mannschaft den Begriff „Dream Team“.
Für Kontroversen sorgte die Tatsache, dass Dalys langjähriger Aufbauspieler Isiah Thomas bei den Pistons nicht in die Auswahl aufgenommen wurde, so dass letzten Endes kein Spieler der Pistons in dieser Mannschaft vertreten war. Daly verstand es geschickt, die Anspannung und Rivalität in der Mannschaft hochzuhalten, die sich während der Spiele gegenüber der Öffentlichkeit eher wie Sommer-Urlauber präsentierten. Die sportliche Qualität und Athletik der Mannschaft führte zu einer einzigartigen Überlegenheit gegenüber ihren Konkurrenten beim olympischen Turnier, zumal die zuvor besten europäischen Nationen Sowjetunion als Titelverteidiger und Jugoslawien als Weltmeister auseinandergebrochen waren und mit verschiedenen Mannschaften antraten. Der geringste Abstand, mit der das Dream Team ein Spiel beim Olympiaturnier gewann, waren 32 Punkte Differenz im Finale gegen Kroatien.
Nach der Goldmedaille bei den Olympischen Spielen 1992 wurde Daly Trainer der New Jersey Nets, die nach der Aufnahme in die NBA 1977 noch keine nennenswerten Erfolge zu verzeichnen hatten. Nach zwei Spielzeiten mit den Nets, in denen man jeweils in der ersten Play-off-Runde um die Meisterschaft ausschied, trat Daly von seinem Amt zurück und wurde am 9. Mai 1994 in die Naismith Memorial Basketball Hall of Fame aufgenommen. Er wurde 1996 anlässlich des 50-jährigen Bestehens der NBA von ausgewählten Journalisten unter die 10 Greatest Coaches in NBA History gewählt.
1997 ließ sich Daly dazu bewegen, auf die Trainerbank zurückzukehren und die Orlando Magic zu übernehmen, während Julius Erving Vizepräsident dieser Franchise wurde. Die Magic, die zwei Jahre zuvor noch in der Finalserie gegen die Houston Rockets gestanden hatten, hatten ihren Starspieler Shaquille O’Neal an die Lakers verloren und litten in der NBA 1997/98 unter einer längeren Verletzung ihres All-Stars Penny Hardaway, weshalb sie am Ende die Meisterschafts-Play-offs verpassten. In der folgenden Saison NBA 1998/99 kehrte man in die Play-offs zurück, verlor aber in der ersten Runde gegen die 76ers, bei denen Daly seine NBA-Karriere begonnen hatte. Anschließend beendete Daly seine Trainerkarriere in der NBA endgültig.